# Красноюрченко, Иван Иванович
Ива́н Ива́нович Красною́рченко (3 сентября 1910, Николаевская, Астраханская губерния — 1 апреля 1970, Киев) — советский лётчик-ас истребительной авиации, помощник командира эскадрильи 22-го истребительного авиационного Краснознамённого полка истребительной авиационной бригады 1-й армейской группы, лейтенант, Герой Советского Союза (1939). Сбил первый нацистский самолёт (Ю-88) над Киевом 22 июня 1941 года. Генерал-майор авиации (1953).

## Биография

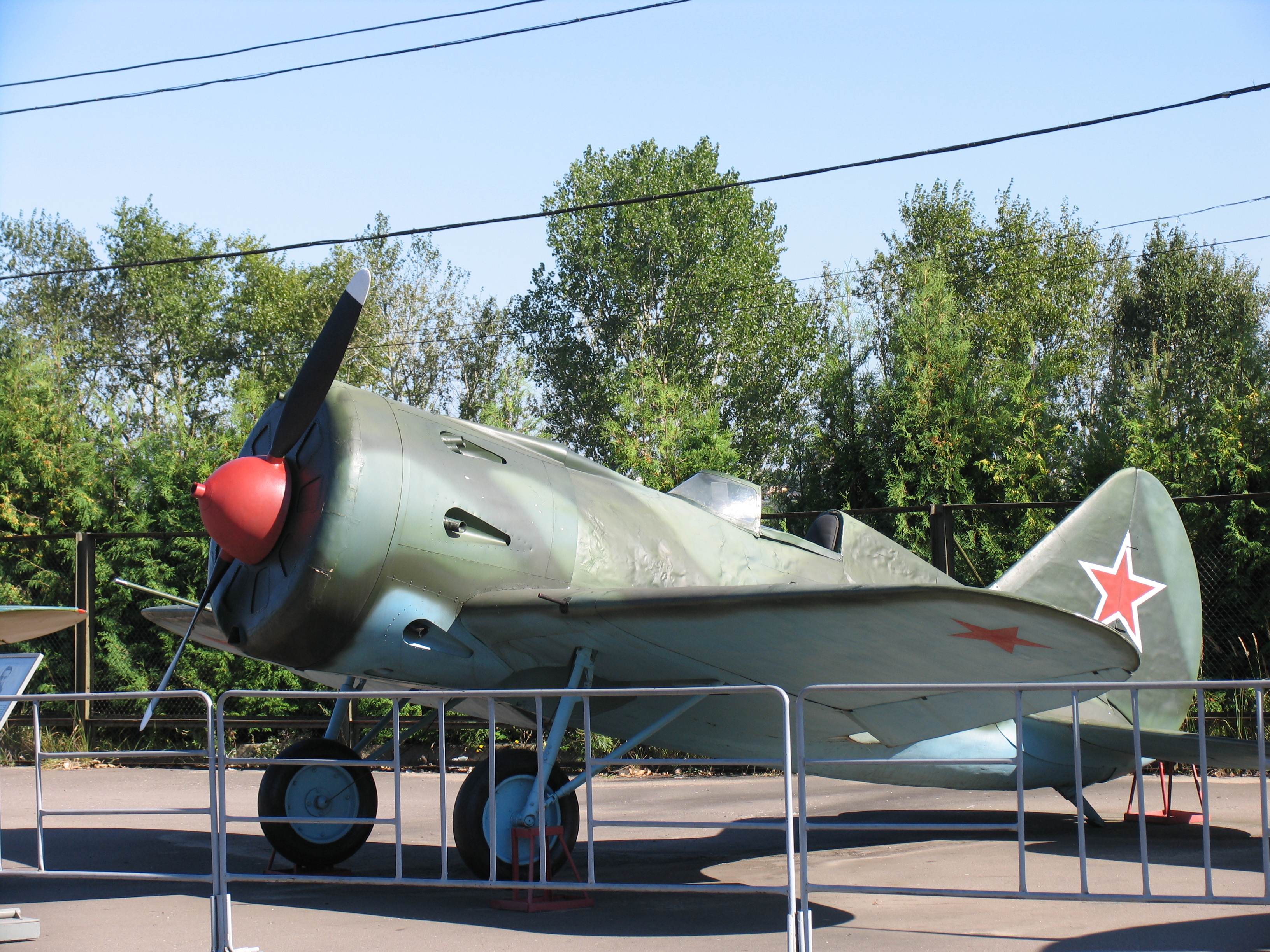
И-16 в музее на Поклонной горе

Родился 3 сентября 1910 года в посёлке Николаевск Самарской губернии, ныне город Волгоградской области, в крестьянской семье. Русский. После окончания средней школы и школы механизации сельского хозяйства работал механиком в зерносовхозе. В 1932 году поступил в Ленинградский институт инженеров-механиков социалистического земледелия (отраслевой вуз Ленинградского политехнического института)  
В августе 1934 году был призван в ряды Красной Армии по спецнабору ЦК ВКП(б). В 1935 году окончил 1-ю Качинскую военную школу пилотов имени А. Ф. Мясникова. С августа 1934 года — пилот 60-й истребительной авиаэскадрильи Монинской авиационной бригады ВВС Московского военного округа, с сентября 1937 года — пилот и младший лётчик 73-й истребительной авиационной эскадрильи 1-й Армии особого назначения (Монино, Московская область). С июля 1938 года — комиссар эскадрильи Ивановской авиационной бригады, затем командир звена в 6-м истребительном авиационном полку 1-й армии особого назначения (Хабаровск). В 1938 году сдал экстерном экзамен на присвоение воинского звания лейтенант.
Участвовал в боях с японцами на реке Халхин-Гол с 23 мая по 16 сентября 1939 года. Был переброшен в зону боёв на Халхин-Голе в составе группы лучших лётчиков для усиления действующих частей. По прибытии в район боевых действий назначен командиром звена 22-го истребительного авиационного полка, в июле стал помощником командира эскадрильи там же. Летал на истребителе И-16. За время этих боев лейтенант И. Красноюрченко совершил 111 боевых вылетов, участвовал в 33-х воздушных боях и 45-и штурмовых действиях по наземным войскам. Сбил 5 японских истребителей и 24 самолета в группе (по другим данным, одержал в 55 воздушных боях 8 личных и 16 групповых побед). За мужество и героизм, проявленные при выполнении специального задания Правительства удостоен звания Героя Советского Союза Указом Президиума Верховного Совета СССР от 17 ноября 1939 года.,
В сентябре 1939 года назначен командиром эскадрильи 22-го истребительного авиационного полка 2-й смешанной авиабригады ВВС Забайкальского военного округа. В феврале 1940 года направлен на учёбу, а в ноябре того же года окончил курсы усовершенствования командного состава ВВС в Липецке. В ноябре 1940 года назначен помощником командира 43-го истребительного авиационного полка ВВС Киевского Особого военного округа (г. Васильков, Киевская область). С апреля 1941 года — инспектор по подготовке истребительной авиации Управления ВВС Киевского Особого военного округа.
В боях Великой Отечественной войны капитан И. И. Красноюрченко — с 22 июня 1941 года. В этот день, находясь по служебному заданию на одном из аэродромов под Киевом и будучи застигнут там налётом немецкой авиации, без приказа поднялся в воздух, атаковал немецкие бомбардировщики и сбил Ю-88. Это была первая победа, одержанная в небе Киева. С июня 1941 года — командир 92-го истребительного авиационного полка ВВС Юго-Западного фронта. С августа 1941 года — заместитель командира 36-й истребительной авиационной дивизии ПВО, которая обороняла небо Киева и Харькова. С октября 1941 года — командир 142-й смешанной авиационной дивизии ПВО. С ноября 1941 года — командир формирующейся 141-й истребительной авиационной дивизии ПВО (Куйбышев). С марта 1942 года — командир 102-й истребительной авиационной дивизии ПВО, во главе которой сражался в Сталинградской битве. С июля по октябрь 1942 года дивизия под его командованием вела яростные непрерывные сражения с вражеской авиацией, за это время сбила 330 немецких самолётов, потеряв 133 своих истребителя. В октябре 1942 года отстранён от командования дивизией за потери самолётов при перебазировании на новые аэродромы. 
С ноября 1942 года полковник И. И. Красноюрченко — командир 147-й истребительной авиационной дивизии ПВО Рыбинско-Ярославского дивизионного района ПВО. Немецкая авиация в 1943 году совершали несколько налётов на промышленные предприятия Ярославля и Рыбинска, отражая которые лётчики полковника Красноюрченко сбили 15 самолётов. С марта 1944 года — заместитель командира 9-го Воронежского истребительного авиационного корпуса ПВО. Корпус выполнял задачи по прикрытию Киевского промышленного района, железных дорог на Украине и стратегических мостов через Днепр. Весной и в начале лета 1944 года немцы предприняли несколько массированных налётов на Киев и на железнодорожную станцию Дарница, которые были отбиты силами корпуса. Лично Красноюрченко командовал оперативной группой корпуса в составе 2-х истребительных авиаполков, выделенных для защиты Казатина и Бердичева, которые не допустили разрушения железнодорожных станций в этих городах и сбили в боях 9 самолётов противника (из них 7 ночью). 
За время Великой Отечественной войны сбил лично 3 самолета противника. 

### После войны
После войны продолжил службу в должности заместитель командира 9-го Воронежского истребительного авиационного корпуса ПВО. После расформирования корпуса с ноября 1946 года — заместитель командира, а с сентября 1947 по январь 1950 — командир 120-й истребительной авиационной дивизии ПВО. В декабре 1951 года окончил с отличием авиационный факультет Высшей военной академии имени К. Е. Ворошилова. С февраля 1952 года — командующий войсками Куйбышевского района ПВО. С октября 1953 года — начальник Центрального аэроклуба СССР имени В. П. Чкалова.
С января 1956 года генерал-майор авиации И. И. Красноюрченко — в запасе. Жил в Киеве. Работал директором керамико-художественного завода. Скончался 1 апреля 1970 года. Похоронен в Киеве на Байковом кладбище.

## Воинские звания
- старшина (5.11.1936)[4];
- лейтенант (29.04.1938)[4];
- старший лейтенант (29.11.1939)[4];
- капитан (4.05.1940)[4];
- майор (4.09.1941)[4];
- подполковник (2.03.1942)[4];
- полковник (25.07.1942)[4];
- генерал-майор авиации (3.08.1953)[4].

## Награды
- Медаль «Золотая звезда» Героя Советского Союза № 177 (17.11.1939)[4].
- Орден Ленина (17.11.1939)[4].
- 3 ордена Красного Знамени (29.08.1939[4], 18.11.1944[9], …)
- Орден Отечественной войны I степени (14.02.1943)[10]
- Орден Красной Звезды[4]
- Медали[11][4]
- орден Боевого Красного Знамени (Монголия, 10.08.1939 г.)[4][12]
- Знак «Участнику боёв у Халхин-Гола»

## Увековечение памяти

Могила Ивана Красноюрченко

- Именем Ивана Ивановича Красноюрченко назван проезд в городе Николаевске Волгоградской области[4].